# Toxicomanie
 Mise en garde médicale
La toxicomanie (du grec : toxikon, « poison » et mania, « folie ») est un terme désignant la dépendance physique et/ou psychologique à une ou plusieurs substances chimiques exogènes, généralement toxiques (analgésique, stimulants et autres psychotropes) sans justification thérapeutique. L'OMS recommande depuis 1960 l'utilisation du terme dépendance, plus précis et moins stigmatisant. En effet, « manie » signifiant « folie » est une description inadaptée de ce trouble.
Il est actuellement question d'addictions au pluriel car les pratiques de consommation ont évolué du côté des polytoxicomanies (tabac, alcool, médicaments, drogues diverses, synthétiques ou naturelles, etc.). Les usages évoluent vers un besoin incontrôlable de continuer à consommer le produit, accompagné d'accoutumance puis de dépendance.
Selon l'Organisation mondiale de la santé (OMS), la définition stricte de la toxicomanie correspond à quatre éléments : une envie irrépressible de consommer le produit (voir : Addiction et Craving) ; une tendance à augmenter les doses (voir : Tolérance) ; une dépendance psychologique (en) et parfois physique ; et des conséquences néfastes sur la vie quotidienne (émotives, sociales, économiques).

## Étymologie
Le terme de toxicomanie est, souvent à tort, connoté sur le plan psychiatrique (manie = folie) et est, pour certains trop marqué. Par conséquent, le terme est moins utilisé.
Certains le limitent strictement à l'usage de substances psychotropes interdites (ou drogues) ; d'autres l'utilisent pour désigner toute consommation de produits psychotropes sans distinguer les types de consommation (consommation problématique, consommation occasionnelle, etc.),, tandis que d'autres s'attachent à la définition dans son ensemble sans distinction de produits et y attachent toutes sortes de conduites de type compulsif tel que l'alcoolisme et le tabagisme.
Dès 1960, l'Organisation mondiale de la santé (OMS) recommande de lui préférer le terme dépendance, selon les experts de cet organisme, moins imprécis.
En psychiatrie, ce sont les notions de recherche du plaisir et d'aliénation qui sont au centre de la définition, la toxicomanie se définit selon trois axes : plaisir, contrainte et toxicité. C'est la recherche de plaisir - ou l'évitement de la situation de déplaisir liée à l'absence de produit - qui pousserait à l'usage répété ; cet usage répété induirait, du fait de l'installation d'une accoutumance, un usage contraint subi par l'usager et cet usage contraint installé dans la durée révèlerait le caractère toxique du produit. Dans cette optique, plus que le produit, c'est la personnalité de l'usager qui détermine la toxicomanie, se définissant comme ayant « une appétence anormale et prolongée » dont l'origine serait à attribuer à des problèmes affectifs.
En pharmacologie, et depuis quelques années, le terme de toxicophilie a fait son apparition, il représente un stade précédent la toxicomanie où la composante psychique de la dépendance à une substance prédomine, il est principalement utilisé pour qualifier le potentiel addictif de certains médicaments comme les benzodiazépines.

## Contexte

### Contexte historique
Jusqu'au début du XIXe siècle, certains produits toxiques restaient cantonnés à leurs usages traditionnels ou médicaux mais au cours du siècle, notamment du fait des progrès scientifiques (isolement des principes actifs de la coca, de l'opium, invention de l'héroïne), certains produits commencent à être consommés dans un but hédoniste de recherche du plaisir généralement dans les milieux artistiques ou scientifiques mais aussi dans les milieux populaires (dérivés de l'opium pour ouvriers anglais notamment). Cet usage avait déjà été observé au XVIIIe siècle en Chine avec l'opium ce qui provoqua les guerres de l'opium.
Dès 1810-1820 apparaissent des discours remettant en cause la pertinence de l'usage de deux psychotropes induisant une dépendance : l'opium et l'alcool. À partir de 1840, la diversité des produits relevant de l'usage abusif prend de l'ampleur, sont signalés l'éther, le chloroforme, le haschich, la coca, la cocaïne, la morphine. À mesure que l'usage se développe la science forme des termes pour le désigner. En 1849, le suédois Magnus Huss établit le concept d'alcoolisme, ouvrant la voie à l'étherisme, le morphinisme, le cocaïnisme. En 1853, l'aliéniste Renaudin propose de classer les intoxications comme des entités pathologiques, la substance étant considérée comme l'unique responsable des symptômes, il lui est adjoint manie pour décrire les comportements. Apparaissent alors les termes comme morphinomanie, cocaïnomanie alors que pourtant le terme alcoolisme persiste. Dans les années 1880 apparaît le terme générique de toxicomanie.
Dans les années 1950, le recul d'un siècle de recherche et les évolutions de la psychologie suggèrent une différence entre la dépendance physique (jusqu'alors seule traitée comme seule manifestation visible du problème) et la dépendance psychique (mise en cause dans les rechutes malgré un sevrage), mais cette dichotomie est maintenant désuète et le craving s’est imposé comme notion centrale de la toxicomanie. Dans les pays occidentaux, jusqu'aux années 1960, la toxicomanie - outre l'alcoolisme et le tabagisme - est surtout le fait de milieux artistiques, médicaux, paramédicaux et parfois défavorisés ; par exemple l'opium chez des ouvriers anglais pour les aider à surmonter leur fatigue. Mais dans les années 1970, (notamment après la guerre du Viêt Nam), le phénomène d'injection d'opiacés (héroïne notamment) s'amplifie aux États-Unis pour devenir un problème majeur de santé, et se répandre progressivement dans les autres pays occidentaux. Ce problème de santé publique relayé par la mise en place d'une réglementation internationale encadrant certains de ces produits amène en Occident une vision où le toxicomane est souvent figuré comme un usager injecteur d'un psychotrope illégal (héroïne). Dans les années 1980, le problème de santé publique lié à la pratique de l'injection sera amplifié par l'apparition des virus du SIDA puis de l'Hépatite C (d'abord appelée « hépatite non A non B ») et l'hépatite B maladies largement transmises par les usagers pratiquant l'injection ou dans une moindre mesure par inhalation. À partir des années 1990, c'est le phénomène de polyconsommation qui explose, notamment dans les pays occidentaux alors que la mondialisation liée au trafic de stupéfiants répand le problème de la toxicomanie dans les pays initialement producteurs.

### Contexte socio-culturel
Il existe une notion de tolérance socio-culturelle, selon laquelle dans un pays où une substance est produite et donc généralement consommée traditionnellement, un état d'équilibre relatif s'installe entre cette substance et les usagers. Ce produit est intégré dans un rituel social, mystique ou religieux. Ce rituel s'accompagne d'une tradition de l'usage du produit véhiculant des prescriptions d'utilisation, les quantités à utiliser, les dangers relatif à l'usage, etc. Selon certains auteurs, c'est l'absence de référentiel socio-culturel qui engendrerait les problèmes d'abus lié à certains produits comme ce fut le cas pour les Amérindiens et l'eau-de-feu. Cette tolérance socio-culturelle explique le fait que certains produits hautement accoutumant et générant des problèmes de santé publique (dont la toxicomanie) soient considérés comme relativement inoffensifs échappant parfois à toute réglementation dans certains parties du monde (consommation d'alcool en Occident, khat au Yémen). La vision populaire de la toxicomanie évolue aussi à mesure des avancées de la science ou des réglementations. Jusqu'aux années 1960, la toxicomanie est à peu près considérée comme un problème anecdotique.
Dans les années 1970, la consommation problématique (notamment de drogues illicites) explose dans les pays occidentaux pour devenir un problème de santé publique alors que dans le même temps se met en place une réglementation internationale. Le toxicomane de l'époque était alors souvent considéré comme un malade, victime de sa consommation, contraint à la délinquance et dont le seul salut consistait en l'abstinence. Il dégage souvent une image négative et dangereuse et de transgression. Certains psychiatres ont cependant tenté de faire évoluer cette vision, notamment Claude Olievenstein qui dans ses écrits développe aussi les aspects de contre-culture véhiculés par ces consommations.
Le toxicomane occidental de l'époque utilise souvent une gamme de produits précis (notamment héroïne, LSD, cocaïne, champignons hallucinogènes ou haschich, à la recherche d'effets précis, stimulants, psychédéliques ou calmants). Le développement rapide de ce type de toxicomanies laisse souvent les professionnels démunis, le domaine de connaissance étant peu développé ; la prise en charge relève le plus souvent soit des services de psychiatrie soit des communautés thérapeutiques. La psychothérapie d'inspiration psychanalytique, individuelle ou de groupe sont alors parmi les techniques de traitement ambulatoire les plus répandues auprès des toxicomanes avec celle des traitements résidentiels dans communautés thérapeutiques basée sur un modèle behavioriste (voire, dans un tout autre registre, sectaire, scientologues, etc.). Ces techniques et le discours qui les accompagne va peu à peu devenir une sorte de prisme à travers lequel les conduites toxicomaniaques commencent à être comprises et expliquées. Les tendances dépressives et suicidaires (par overdoses notamment) ou relevant de conduites ordaliques sont recensées. Les explications psychopathologiques ne manquent pas mais les difficultés de traiter ces patients ne se laissent guère surmonter. Leur engagement dans des psychothérapies est souvent aléatoire, les rechutes fréquentes ce qui fait qu'une certaine résignation commence à gagner les praticiens psychiatriques qui se mettent alors à recourir aux solutions de substitution avant que l'épidémie du SIDA ne vienne précipiter ce recours, surtout la méthadone, comme solution d'urgence sanitaire. C'est donc dans les années 1980, que l'apparition du SIDA puis d'hépatites obligent à un changement radical de stratégie par la mise en place des politiques de réduction des risques - notamment en Suisse et aux Pays-Bas. La priorité apparaît dès lors, plus lentement dans certains pays, la France en particulier, de limiter la diffusion du SIDA plutôt que d'éradiquer les consommations. Sont alors mis sur pied, des programmes de substitution, y compris avec de l'héroïne prescrite, dans des centres spécialisés.

## Thèses
Ces thèses quoique parfois opposées du fait de leurs champs de recherche, ne sont pas exclusives les unes des autres. Le mécanisme de la toxicomanie met en jeu de nombreux facteurs.

### Hypothèses psychopathologiques
En psychiatrie, selon les formulations anciennes (fin du XIXe siècle), la toxicomanie témoignerait d'un trouble profond de la personnalité issu de tares originelles souvent associées à d'autres perversions. Les hypothèses pédagogiques s'appuient sur les facteurs éducatifs. Ainsi, un « syndrome de carence d'autorité » serait à l'origine de troubles psychologiques dont une profonde insécurité qui entraînerait une immaturité souvent observées chez les toxicomanes. Les hypothèses génétiques s'appuient sur un modèle de développement de la personnalité qui expliquerait les liens récurrent entre toxicomanie et adolescence, en replaçant la toxicomanie dans un cadre global de conduites adolescentes favorisant le passage à l'acte comme « la crise d'originalité juvénile », le jeu avec la mort ou l'appartenance à une bande. Dans l'exemple courant des adolescents qui fument du chanvre afin de s'endormir le soir, le « joint » est utilisé comme un pseudo « objet transitionnel », remplaçant de manière artificielle le sentiment d'une présence maternelle réconfortante.
En psychanalyse, le phénomène des toxicomanies a été étudié depuis Freud, Tausk, Rado, Rosenfeld jusqu'à Bergeret pour des travaux plus récents. Les thèses y sont multiples mais convergent sur le fait qu'à la suite de Rado, il en est question sous la forme d'une conduite qui mime les phases maniaco-dépressives et qu'elles se situent souvent dans un registre dépressif. Selon, cette thèse la vie du toxicomane se résume à une succession de phases de plaisir ou des phases de recherche de la satisfaction du besoin de ce plaisir. Jean Cournut parlait lui de dépression sans objet c'est-à-dire qui se situerait à la frange de la dépression anaclitique. Bergeret lui affirmait, à la suite de Tellenbach que la dépression n'est pas un symptôme psychopathologique mais un phénomène qui ne sauraient être confondus. Dès lors, il affirme qu'il n'y a pas de structure toxicomaniaque ou addictive mais des conduites défensives qui peuvent s'inscrire dans un registre névrotique, borderline ou psychotique. L'accent est souvent mis sur le caractère régressif de la toxicomanie qui subordonnerait l'existence à l'accomplissement du désir de plaisir pharmacologique.
De très nombreux auteurs mondiaux s’accordent de plus en plus pour dire que la toxicomanie et l’alcoolisme seraient des conséquences des troubles bipolaires et non des maladies à part, ce qui expliquerait que de très nombreux toxicomanes s’avèrent répondre positivement aux critères de troubles bipolaires et que de très nombreux bipolaires relatent des abus de drogues ou d’alcool,,,,,,,,,. D'autres auteurs insistent sur le fait que chez la majorité des toxicomanes, on trouve des symptômes bipolaires avant même les premières consommations de drogues et d'alcool. Cette hypothèse diagnostique pourrait expliquer la difficulté d'observance des traitements et les rechutes constantes malgré les cures.

### Psychophysiologie et sociologie
Ces thèses mettent en avant la recherche de plaisir comme source principale de motivation. Plaisir qui serait obtenu par modification de l'homéostasie interne grâce à l'absorption du produit.
L'explication conjoncturelle conçoit une crise de la jeunesse où la notion de travail est remise en question, où la mondialisation du commerce mondialise les problèmes rendant plus inacceptables encore les injustices. L'explication par l'occasion conçoit un modèle d'offre agressive motivée par les rapports inféodants qu'entretient l'usager avec son dealer ; cette offre agressive conduirait à augmenter les chances d'occasion d'une première rencontre avec le produit.

## Facteurs
Il y a de nombreuses circonstances qui peuvent mener à une consommation problématique de psychotrope et/ou la favoriser :
- des facteurs sociétaux (hédonisme contemporain, hyperindividualisme, recherche de performance professionnelle, scolaire ou sportive, etc.) ;
- des facteurs sociaux (facilité d'accès aux produits, proximité d'autres usagers) ;
- des facteurs familiaux (conflits familiaux, parents excessifs ou sans autorité, violence, abus, etc.) ;
- des facteurs individuels : manque de satisfaction dans les rapports avec autrui, hyperactivité, trouble de la personnalité (entre 20 et 40 % des toxicomanes souffrent d'un trouble de la personnalité[32], etc.
- des facteurs génétiques.

## Conséquences
La toxicomanie est considérée comme un phénomène de société ayant des conséquences sur l'individu et sur la société en général. Elle est aussi un facteur intervenant dans certains accidents de la route ou du travail avec les conséquences que peuvent impliquer de tels accidents.

### Conséquence judiciaire
Certains pays (notamment la France) pénalisent l'usage et/ou la possession de psychotropes classés comme illicites exposant alors à des sanctions pénales allant de l'obligation de soins à la peine d'emprisonnement associée d'une amende.
Dans de nombreux pays, il est interdit de conduire sous l'effet d'un psychotrope (alcool, stupéfiants, médicaments psychotropes). Dans d'autres pays, la consommation est complètement tolérée. Les autorisations dépendant généralement des psychotropes consommés traditionnellement dans le pays concerné. Alcool en France, Cannabis aux Pays-Bas ou Jamaïque (tolérée mais illégale), etc.
Toutefois, en France, l'instauration des « salles de shoot » permettent aux toxicomanes et accompagnants de bénéficier d'une immunité. La loi autorisant leur instauration « expérimentale » a été votée le 7 avril 2015. Cette loi est toutefois controversée. Pour certains opposants, elle préfigure la suppression de la loi sur la répression des drogues. En 2013, l'association Parents contre la drogue avait déjà porté plainte contre le Premier ministre et la ministre de la Santé. Selon eux, ces salles sont un subterfuge pour faire progresser la légalisation.

### Conséquence sanitaire
Outre les effets immédiats sur le psychisme dus à la consommation, la toxicomanie a des effets physiques (dépendance, accoutumance, maladies opportunistes, etc.) pouvant aller jusqu'à la mort (surdose, cancer, complications diverses, etc.), ces effets différent toutefois selon le produit, son mode et son rythme de consommation. Il convient par exemple de souligner que les toxicomanes ont 5 à 10 fois plus de risques de décéder par rapport à une population équivalente et non consommatrice.
Les psychotropes qui sont actuellement les plus meurtriers sont le tabac (qui provoquerait plus de 4 millions de morts par an dans le monde (soit 62 morts pour 100 000 habitants, 1 mort toutes les 8 secondes), dont 60 000 en France (97 pour 100 000 habitants)) et l'alcool (qui provoque au moins 750 000 morts par an (environ 12 pour 100 000 habitants), dont 45 000 en France (73 pour 100 000 habitants).
Un autre problème lié à la toxicomanie est celui des modes de consommation comme l'injection intraveineuse - qui même si elle est en régression depuis les années 1990 - et dans une moindre mesure l'inhalation par voie nasale sont des vecteurs de propagation notamment du VIH et l'hépatite C. (voir réduction des risques). De même, les études sur la contamination par le virus du Sida montrent que les abus de substances provoquent une désinhibition face au danger et donc des rapports sexuels non protégés (voir prise de risque sida, pour les références de ces études).
Concernant les psychotropes illégaux, l'usage de « produits de coupe » pourrait avoir un effet au niveau des conséquences sanitaires (augmentation des risques de surdose, intoxication avec des produits plus nocifs, mélange de molécules incompatibles par ignorance de leur présence).

### Délinquance
Il existe une prévalence supérieure dans la délinquance de la part des usagers de psychotropes, et surtout chez les usagers de psychotropes à haute potentiel accoutumant (alcool, héroïne, cocaïne) ; cette constatation ne permet cependant pas de déterminer si la consommation de psychotropes est une conséquence ou une cause. Cette délinquance s'exprime par les violences conjugales, par la revente de drogues, par des vols (avec ou sans effraction, avec ou sans violence) et par la prostitution. Certains comportements délictueux étant plus en rapport avec un produit que d'autres ; l'alcool favorise les violences conjugales ; l'héroïne favorise la revente de drogues et la prostitution par exemple.
Aux États-Unis, des études ont montré que 80 % de la population carcérale a fait usage de psychotropes avant son incarcération, que près de 30 % de cette population avait commis ses délits sous l'influence de ces produits tandis que 20 % de cette population reconnaît avoir agi de manière délictueuse pour se procurer de la drogue.
En Angleterre, en 1998, une étude a établi que 11 % des 16-20 ans arrêtés pour un délit non lié à la drogue étaient testés positifs aux opiacés alors que dans les statistiques globales de la population seulement 1,5 % des 16-20 ans sont des expérimentateurs d'opiacés.
Différentes hypothèses viennent expliquer cette prévalence. Le modèle « économico-compulsif » avance que c'est l'addiction qui pousse vers des activités criminelles pour subvenir à la consommation. Cette hypothèse de la délinquance comme source de revenu et donc comme conséquence de l'usage, concerne principalement les psychotropes illégaux à haut potentiel accoutumant comme l'héroïne ou la cocaïne. Une autre hypothèse vise les effets des psychotropes dont l'action désinhibitrice conduirait à des comportements délictueux. Une hypothèse s'appuie sur l'explosion des vols à main armée en 1982, lorsque l'Espagne a dépénalisé l'usage-simple ce qui aurait poussé les dealers à se reconvertir, pour justifier des liens entre grand banditisme et drogues. Cette hypothèse rejoint la théorie de la « porte d'entrée ».

### Effet sur le psychisme
Les psychotropes agissent selon des mécanismes subtils qui ne sont pas tous éclaircis, ils ont notamment des effets sur le cerveau, plus précisément sur le néo-cortex, dont on pense qu'il est le siège de la pensée consciente et de l'assimilation des expériences, et sur le système limbique, où sont localisés les sentiments, les émotions et les états d'âme. L'usage régulier et excessif de psychotropes peut parfois induire différents troubles de la conduite qui différent en fonction du produit, les toxicomanes pouvant devenir agressifs, violents (alcool, héroïne, cocaïne) ou au contraire apathiques (usage de cannabis).

### Désocialisation
Les risques de désocialisation sont liés à plusieurs facteurs. D'une part, les effets provoqués par l'usage de psychotropes qui modifient la perception de la réalité interne et altèrent donc les échanges avec la réalité extérieure. D'autre part, dès que s'installe un phénomène de dépendance, l'usager place en priorité la satisfaction du besoin et la recherche du produit, réduisant de fait ses relations sociales parfois jusqu'à ne les limiter qu'au milieu lié au produit et se couper progressivement de son environnement extérieur. Ce phénomène est un des principaux obstacles au sevrage puisque l'usager doit non seulement surmonter sa dépendance mais aussi retisser des liens sociaux et retrouver de nouvelles habitudes.
Pour les produits prohibés, la recherche du produit met l'usager en situation de fréquenter des milieux marginaux (délinquance, banditisme) constituant ainsi une « porte d'entrée » dans ces milieux.

## Consommation problématique
La notion de consommation problématique est une notion essentielle dans la définition du terme toxicomanie. C'est elle qui permet de distinguer l'usage dit « simple » de la toxicomanie. Elle se détermine indépendamment du caractère licite ou non du produit. De fait la consommation problématique étant une incapacité à contrôler sa consommation, apparaît la notion de consommation contrôlée où l'usager reste maître de sa consommation. Cette distinction est formalisée dès les années 1970 dans plusieurs rapports officiels (le rapport Baan aux Pays-Bas publié en 1972, le rapport Pelletier en France en 1978, etc.). Ces rapports définissent des potentialités de risque d'usage abusif et différencient les usagers occasionnels des usagers problématiques, mettant en exergue que bien plus que le produit, ce sont avant tout des facteurs d'ordre psychologique ou social qui déterminent la toxicomanie.
Des spécialistes, comme Claude Olievenstein, décrivaient alors deux modes de consommation concernant les psychotropes illégaux. Une consommation dite « festive » ou « récréative » ou parfois « de performance » qui concernerait plutôt une population surtout jeune et issue de tous les milieux où la consommation serait induite par le plaisir, la curiosité ou par un effet de groupe. Une consommation dite « problématique » désignée par le terme toxicomanie qui concernerait une population ayant des difficultés préalables à la consommation de psychotrope et pour laquelle cette consommation serait induite par le mal-être. Dans les faits, les usagers qui sont considérés comme « à problèmes » sont ceux dont la consommation induit une rencontre avec les systèmes public, sanitaire, social ou judiciaire. La consommation dite « problématique » s'oppose aussi à la notion de « consommation occasionnelle ».
Il convient aussi de préciser que c'est cette notion de « consommation occasionnelle » qui permet de ne pas considérer comme toxicomanes les patients traités à la morphine puisque leur consommation est contrôlée par un médecin et n'induit pas de comportement de type compulsif grâce à une prise régulière (voir : morphine). Pour le tabac, la dépendance peut s'évaluer selon des critères comme les quantités consommées et le laps de temps observé entre le réveil et la première cigarette. Pour l'alcool, la consommation problématique est estimée en fonction d'une norme de l'OMS fixant la consommation quotidienne sans danger pour la santé à trois verres d'alcool standard par jour pour les hommes et deux pour les femmes. Quant aux psychotropes illicites, c'est l'héroïne qui pose le plus souvent une consommation problématique nécessitant une prise en charge sanitaire et sociale de l'usager. En France, le nombre de nouveaux patients traités par an est estimé à 55 000 pour le tabac, 43 000 pour l'alcool et 34 000 pour la toxicomanie.

## Différents types de drogues
(août 2011).
Les drogues agissent sur le cerveau humain, modifiant les comportements ou les sensations. Au début, ces produits, licites (café, tabac) ou illicites (LSD, amphétamines) sont utilisés par plaisir, pour se donner de l'énergie ou par mode. Au bout d'un certain temps (différent pour chaque produit), l'organisme va avoir besoin de cette substance, c'est alors que l'individu devient dépendant, soit toxicomane. Les différentes drogues pouvant rendre ses usagers incluent :
- amphétamines : ces produits sont synthétiques et créés dans des laboratoires clandestins. Ce sont des psychostimulants et coupe-faim. Les amphétamines peuvent être prises de différentes manières : par ingestion (sous forme de cachet) ou par injection. Elles permettent d'augmenter l'endurance, vaincre la faim et le sommeil, augmenter la capacité d'attention… Ce sont les effets à court terme. Parmi les effets à long terme, des éruptions cutanées sont observées, un amaigrissement ou une dénutrition, dépression, augmentation du rythme cardiaque et de la transpiration, et parfois même de la paranoïa. Il y a une forte dépendance psychique à ces produits ;
- cannabis : c'est la substance la plus consommée dans le monde. Elle peut perturber le fonctionnement du cerveau. Le principe actif de cette drogue est le THC (tétra-hydrocannabinol). Elle se fume dans des cigarettes ou dans des pipes mais peut aussi être mangée (sous forme de thé ou de « space cake »). Il crée des sensations d'euphorie ou de détente, les effets peuvent être différents selon plusieurs facteurs. Dans les effets à court terme, une élévation du rythme cardiaque est observée, diminution de la salivation, yeux rouges, augmentation de la créativité… Il développe une dépendance psychique, dont l'intensité et les conditions d'apparition sont discutées[42] ;
- cocaïne : la cocaïne est une fine poudre blanche qui est reniflée, injectée, ingérée ou parfois fumée. Elle provoque, à court terme, un sentiment d'euphorie, de puissance et d'indifférence à la douleur et à la fatigue. L'effet est intense mais bref (une demi-heure environ). Les effets à long terme peuvent être, par exemple, l'endommagement du cœur (car élévation du rythme cardiaque), le sujet peut être anxieux ou dépressif et souffrir d'agitation, d'insomnie, d'amaigrissement et peut parfois subir des nécroses du nez. Cette substance crée une forte dépendance psychique et parfois physique ;
- ecstasy : c'est une drogue synthétique qui est produite dans des laboratoires clandestins. Elle est proche des amphétamines. Elle se présente sous forme de comprimés à avaler. Les effets à court terme sont des sensations de bien-être, d'euphorie, d'émotions et de sensations fortes, délires, confusions mentale. À long terme, un amaigrissement est constaté, des humeurs instables, de graves troubles de dépression, des troubles cardiaques, de thermo-régulation et du comportement ;
- héroïne : elle vient de l'opium et est obtenue par la morphine. Elle est fumée, inspirée par le nez ou injectée dans les veines. À court terme, une sensation de bien-être est observée, extase, euphorie, l'effet est bref mais intense. À long terme, une perte d'appétit et la chute des dents sont notamment constatées. L'overdose d'héroïne est caractérisée par une insuffisance respiratoire pouvant conduire à la mort. Forte dépendance psychique et physique à ce produit ;
- le LSD (ou diéthylamide de l'acide lysergique) : ce produit est obtenu par extraction puis modification de substances obtenues dans la nature, dans le champignon Claviceps purpurea souvent. Le LSD est généralement présenté sous forme liquide (bien que pur il soit sous forme solide mais agissant à partir de quelques microgrammes, il est dilué pour être plus facilement dosé), déposé sur des buvards ou sucres. C'est un puissant hallucinogène. Les effets à court terme sont des hallucinations, des modifications sensorielles, les couleurs sont plus belles, le patient « sent le bruit », « voit la musique », risque de bad trip pouvant dans certains rares cas mener au suicide ou révéler une schizophrénie. À long terme, des dépressions et des symptômes psychotiques sont constatés. Il n'y a pas de dépendance physique. Cependant, une très forte accoutumance au produit de plus en relation avec la prise de mescaline et de psilocybine est observée.

## Prévalence
- Aucune donnée
- Moins de 40
- 40-80
- 80-120
- 120-160
- 160-200
- 200-240
- 240-280
- 280-320
- 320-360
- 360-400
- 400-440
- Plus de 440

Espérance de vie corrigée de l'incapacité concernant les troubles dépressifs sur 100000 habitants en 2002

La consommation de produits psychotropes concerne plus les hommes que les femmes sauf dans le cas du tabac où l'écart est de plus en plus faible et dans le cas des médicaments psychotropes où les femmes sont plus concernées que les hommes. Cette consommation est aussi liée à l'âge et va généralement en diminuant à mesure que l'âge avance, à l'exception notable de l'alcool.
En 2002, le rapport de l'OFDT conclut à l'absence de lien significatif entre le niveau de diplôme, la catégorie socioprofessionnelle ou le revenu du ménage d'une part, et la consommation de psychotrope d'autre part. En 2010, 8,8 millions d'usagers réguliers d'alcool, 13,4 millions d'usagers quotidiens du tabac, 1,2 million d'usagers de cannabis sont recensés en France ; quant aux autres produits leur consommation reste marginale à l'échelle de la population française.

## Traitements
Les traitements recouvrent toute la gamme des traitements psychologiques habituels (psychothérapies individuelles, familiales, psychanalytiques, etc.) en lien avec des traitements médicaux relatifs aux sevrages, aux maladies liées (SIDA, Hépatites C), etc. Il est question de traitements curatifs et de traitement à bas-seuils, c'est-à-dire en principe sans visée d'abstinence. Les traitements se font le plus souvent sur un mode pluridisciplinaires, psychothérapeutes, médecins internistes, infirmiers, infirmières, etc. Ils doivent être ajustés au type, à la durée des consommations et aux troubles psychiques sous-jacents ainsi qu'à l'environnement du patient. L'abstinence n'est plus le seul objectif recherché, notamment dans les traitements à seuil bas. Il faut noter que les modes de consommations ont beaucoup évolué et que cela a un certain effet sur les traitements. On ne traite pas de la même manière un toxicomane de longue durée aux opiacés, désinserré, etc. et un jeune polytoxicomane, collégien, abusant compulsivement de tout ce qui lui tombe sous la main ou encore un cadre qui se « dope » à la cocaïne pour tenir le rythme effréné de ses responsabilités[réf. souhaitée].

## Substance anti-toxicomanogéne
Une substance antitoxicomanogène est une substance qui a des propriétés diminuant l'envie de consommer une drogue. Son fonctionnement est encore peu connu. Une substance antitoxicomanogène doit être une substance qui a des propriétés psychotropes proches de celles d'une drogue précise ou d'un ensemble de drogues, mais qui provoque très peu d'euphorie ou pas du tout. La substance peut être également un antagoniste d'une drogue précise quand celle-ci est consommée[réf. nécessaire]. Quelques exemples de substances déjà disponibles sur le marché : l'acamprosate est une substance ayant un effet antagoniste sur l'alcool quand celui-ci est consommé en même temps que la substance. L'alcoolo-dépendant ressentira donc un dégoût de l'alcool. La buprénorphine est une substance ayant des propriétés psychotropes très proches des opiacés mais ne provoquant presque pas d'euphorie. L'individu sous traitement à la buprénorphine ne ressentira plus le besoin « physique » de consommer un opiacé classique. La buprénorphine a également des propriétés antagonistes des opiacés classiques comme l'héroïne, la codéine et la morphine. Quand la drogue est consommée avec de la buprénophine, l'individu ressentira une grande sensation de manque caractéristique des opiacés. La méthadone a les mêmes propriétés que la buprénorphine excepté qu'elle n'agit pas comme un antagoniste quand elle est consommée avec un opiacé classique. Son utilisation est de plus en plus rare. La clonidine est un antihypertenseur ayant des propriétés calmantes proches de celles des opiacés. On[Qui ?] l'utilise donc souvent comme antitoxicomanogène mais ses effets antihypertenseurs sont à craindre. Le bupropion et le varénicline sont deux substances agoniste des récepteurs nicotinique dans le système nerveux tout comme la nicotine (tabac) elles diminuent donc les effets de manque provoqué par l'arrêt de la consommation de tabac[réf. nécessaire]. Ces deux substances ont cependant des effets secondaires cholinergiques.
D'autres substances auraient également des propriétés anti-toxicomanogènes : la lopéramide (contre la diarrhée) et le dextrométhorphane, deux opiacés provoquant peu d'effets euphorisants et diminuant les sensations de manque provoquées par l'arrêt d'un opiacé classique[réf. nécessaire]. La quétiapine, un antipsychotique atypique, semble avoir des effets psychotropes proches de ceux de certaines drogues narcotiques et hypnotiques, sans toutefois procurer de l'euphorie. Enfin, certains benzodiazépines à courte durée d'action ont des propriétés toxicomanogènes mais également des propriétés antitoxicomanogènes. Ils sont souvent prescrits lors d'un sevrage à l'alcool ou au cannabis. L'efficacité des substances antitoxicomanogènes varie d'une personne à l'autre. Pour certaines personnes la substance agit avec succès, tandis que pour d'autres il faut envisager une autre technique de sevrage.